# Vogelkooi

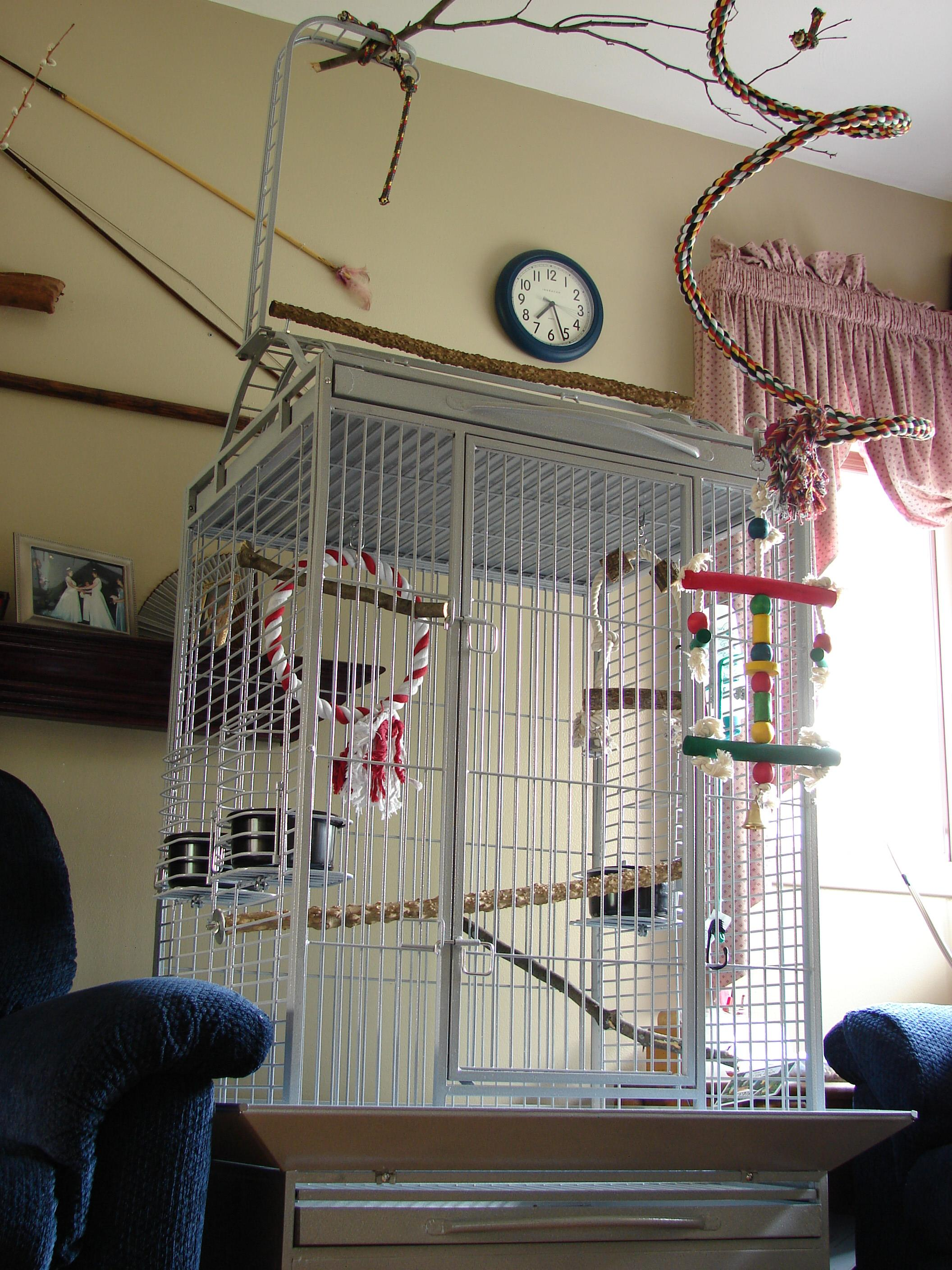
Een vogelkooi voor het houden van vogels binnenshuis

Een vogelkooi is een kooi waar een vogel in verblijft wanneer deze als huisdier wordt gehouden. De kooi voorkomt het wegvliegen van de vogel.
De tralies van een vogelkooi kunnen gemaakt zijn van een metaal, kunststof of van hout.
Het beste is een rechthoekige kooi omdat een vogel in een ronde kooi oriëntatieproblemen krijgt. In een vogelkooi bevinden zich doorgaans stokjes waar de vogel op kan zitten, een bakje voor het eten en een voor het drinken. Op de bodem ligt zand, beukensnippers of corbo om de uitwerpselen gemakkelijk te kunnen verwijderen. Aan de buitenkant kan een bad bevestigd worden, zodat de vogel zich kan wassen.
Het is noodzakelijk voor de meeste vogels om een bakje met grit en vogelmineralen te plaatsen.
Voor een parkiet is het van belang dat de tralies horizontaal geplaatst zijn zodat hij kan klimmen. De tralie-afstand mag bij kleine vogeltjes niet te groot zijn omdat zij kunnen ontsnappen of vast kunnen komen te zitten.